# Seiya Matsuki
Seiya Matsuki (født 12. juni 1994) er en japansk fodboldspiller, som spiller for den japanske fodboldklub SC Sagamihara.